# Louise Emmanuelle de Châtillon

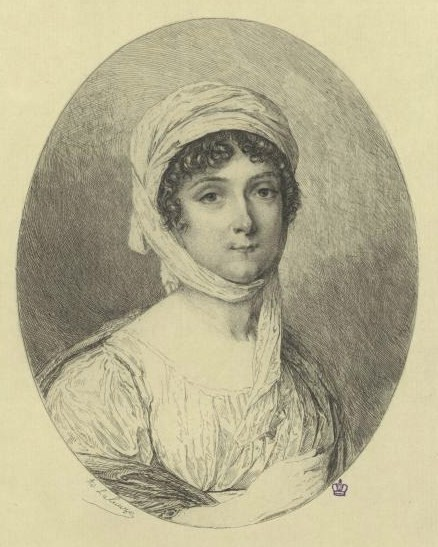
Louise Emmanuelle de Châtillon, Anonym, 18. Jahrhundert

Louise Emmanuelle de Châtillon, aufgrund ihrer Ehe Fürstin von Tarent genannt (* 23. Juli 1763 in Paris; † 2. Juli 1814 in Sankt Petersburg), Dame de Wideville, war eine französische Aristokratin und Memorialistin. Sie diente als Palastdame der Königin Marie Antoinette. Ihre Memoiren über die Zeit der Französischen Revolution wurden 1901 veröffentlicht.

## Leben
Louise-Emmanuelle de Châtillon war die postume Tochter von Louis-Gaucher de Châtillon, Herzog von Châtillon († 1762), und Adrienne-Emilie-Félicité de la Baume le Blanc de La Vallière. Sie war die Enkelin des bekannten Bibliophilen Louis César de La Baume Le Blanc, Duc de La Vallière. Vor ihrer Ehe wurde sie Mademoiselle d’Argenton genannt.
Am 20. Juli 1781 heiratete sie in Saint-Sulpice in Paris Charles Bretagne Marie Joseph de La Trémoille, Fürst von Tarent (1764–1839). Im Mai 1785 wurde sie zu einer der 15 Palastdamen der Königin Marie-Antoinette ernannt. Das Ehepaar bekam am 26. Oktober 1788 in Paris eine Tochter, Charlotte, die bereits am 15. Februar 1791 starb.

## Revolution
Nach dem Ausbruch der Französischen Revolution ging ihr Ehemann ins Exil und schloss sich der Emigrantenarmee unter dem Befehl Condés an. Louise-Emmanuelle bleib zurück und begleitete die königliche Familie nach dem Marsch der Frauen auf Versailles im Oktober 1789 von Versailles nach Paris und diente der Königin weiterhin im Tuilerienpalast.
Sie war die Hofdame, mit der die Princesse de Lamballe am besten befreundet war, und sie war ein häufiger Gast in ihrem Salon im Pavillon de Flore des Palais du Louvre, wo die Princesse dafür bekannt war, aristokratische Kontakte zu rekrutieren, die dem König treu ergeben waren.
Bei den Demonstrationen vom 20. Juni 1792 gehörte sie neben der Princesse de Lamballe, Madame de Tourzel, der Herzogin von Maillé, Madame de La Roche-Aymon, Marie-Angélique de Fitte de Soucy, Renée Suzanne de Mackau und Madame de Ginestous zu den Höflingen, die die Königin und ihre Kinder mehrere Stunden lang umringten, als die Menge am Saal vorbeizog und Marie Antoinette beschimpfte.

## Tuileriensturm
Während des Tuileriensturms vom 10. August wurden sie und die übrigen Palastdamen Marie Antoinettes im Zimmer der Königin zurückgelassen, nachdem die königliche Familie den Palast in Begleitung der Princesse de Lamballe und Madame de Tourzel verlassen hatte. Laut Madame Campan war es die Fürstin von Tarent die der Menge die Türen zum Schlafzimmer öffnete und so die Menge davon überzeugte, dass die königliche Familie nicht anwesend war und dass es daher nicht notwendig sei, in den Palast einzudringen.
Als die Menge in das Zimmer eindrang, in dem die Hofdamen versammelt waren, näherte sich die Fürstin von Tarent laut Pauline de Tourzel einem der Revolutionäre und bat ihn um Schutz. Laut Pauline de Tourzel begleitete er sie und die Fürstin von Tarent aus dem Palast und in Sicherheit. Danach konnten die übrigen Hofdamen den Palast auf die gleiche Weise verlassen. Die Fürstin von Tarent und Pauline de Tourzel wurden allerdings auf der Straße zurückgelassen, wo sie von der Menge entdeckt und zum Gefängnis gebracht wurden, dessen Direktor ihnen jedoch erlaubte, sich zu entfernen.

## Septembermassaker
Weil sie als persönliche Vertraute der Princesse de Lamballe bekannt war, die verdächtigt wurde, in ihrem Salon Kontakte für die königlich-absolutistische Sache angeworben zu haben, wurde die Fürstin von Tarent festgenommen und zu den Personen befragt, die sie im Salon der Princesse de Lamballe in den Tuilerien getroffen hatte. Sie bestritt, an Verschwörungen beteiligt gewesen zu sein oder davon gewusst zu haben, und nachdem sie sich geweigert hatte, einen Verrat durch Marie Antoinette anzuzeigen, wurde sie ab dem 27. August im Gefängnis festgehalten.
Aus diesem Grund befand sie sich während der Septembermassaker, als die Tribunaux populaires die Insassen der Pariser Gefängnisse aburteilten und summarisch hinrichteten, noch im Prison de l’Abbaye. Das Gefängnispersonal versuchte jedoch, die Gewalt so weit wie möglich einzudämmen, insbesondere im Hinblick auf die weiblichen Insassen des Gefängnisses, so dass nur zwei der 200 Frauen hingerichtet wurden. Beim Prozess gegen die Princesse wurde sie von Gefängnispersonal, das die Absicht hatte, sie zu schützen, zum Gericht begleitet und besonders von einem Herrn Chancy unterstützt, der sie instruierte, was sie sagen solle, um das Urteil des Gerichts zu deren Gunsten zu wenden. Daraufhin sagte sie aus, sie sei seit dem 27. August inhaftiert, werde seitdem verhört, ihre Wohnung sei durchsucht worden, dass aber keine belastenden Beweise gegen sie vorgelegt worden seien und dass sie von ihrem Mann getrennt worden sei, nicht wisse, wo er sich aufhalte, und sich auch nicht um ihn kümmere.
Sie selbst wurde vom Tribunal populaire in allen Anklagepunkten freigesprochen und zu ihrer Mutter ins Hôtel de Châtillon eskortiert.

## Exil
Während der Terrorherrschaft (Juni 1793 bis Juni 1794) emigrierte die Fürstin nach England, wo sie eine Pension von Marie-Antoinettes Schwester Maria Karolina von Österreich erhielt. Später bewarb sie sich erfolglos um eine Stelle als Hofdame von Marie Thérèse Charlotte de Bourbon, Tochter Ludwigs XVI., die am 18. Dezember 1795, am Tag vor ihrem 17. Geburtstag, freigelassen worden war und nun nach Wien ausreisen durfte.
Etwa im März 1797 verließ sie England zusammen mit ihrem Schwager Marie François Emmanuel de Crussol und ging an den russischen Hof, wo sie Hofdame der Zarin Maria Fjodorovna wurde.
Im Herbst 1801 kehrte sie nach Frankreich zurück, wo sie bei ihrer Mutter in Paris und auf Schloss Wideville lebte. Sie blieb drei Jahre in Frankreich, wollte dann aber wegen der traumatischen Erinnerungen an die Revolution nicht mehr dort bleiben, sondern lieber zurückkehren und den Rest ihres Lebens in Russland verbringen, wo sie eine zentrale Figur in den Kreisen der französischen Emigranten um die Gräfin Warwara Golowina war.

## Werk
- Louis Charles de La Trémoille , Souvenirs de la princesse de Tarente, 1789–1792, Librairie Honoré Champion, Paris, 1901 (gallica.bnf.fr)